# Таджицький Державний інститут мистецтв імені Мірзо Турсун-заде
Таджицький Державний інститут мистецтв імені Мірзо Турсун-заде — державний інститут мистецтв, розташований у столиці Таджикистану місті Душанбе; головний вищий навчальний заклад Таджикистану, що готує фахівців у галузі культури та мистецтва.
Носить ім'я таджицького радянського поета, Народного поета Таджикистану (1961), лауреата Ленінської (1960) і Сталінської 2-го ступеню (1948) премій Мірзо Турсун-заде.

## Загальні дані
Таджицький Державний інститут мистецтв імені Мірзо Турсун-заде розташований за адресою:
пр. Борбада, буд. 73а, м. Душанбе—734032 (Республіка Таджикистан).
Підготовка спеціалістів у галузі культури та мистецтва здійснюється на очному та заочному відділеннях з навчанням таджицькою та російською мовами.
Загальна чисельність студентів інституту становить близько 1 400 осіб (2008). Підготовкою фахівців займаються понад 100 висококваліфікованих кадрів, з числа яких: 8 професорів, 4 доктори наук, 12 кандидатів наук, 12 доцентів, 35 старших викладачів і 28 викладачів. Кріме того, у навчальному процесі беруть участь видатні майстри культури і мистецтва країни — діячі театру, композитори, художники.
Ректор вишу — доктор мистецтвознавства, музикознавець Асліддін Нізамов (Нізамі Асліддін).

## З історії та сьогодення університету
Історія Таджицького інституту мистецтв бере початок від 1967 року, коли при Душанбинському педагогічному інституту імені Тараса Шевченка на базі факультету мистецтв був організований інститут.
Датою заснування самостійного Таджицького Державного інституту мистецтв є 1973 рік.
У 1978 році інституту згідно з рішенням Ради міністров Таджицької РСР було присвоєно ім'я Народного поета Таджикистану Мірзо Турсун-заде.
У незалежному Таджикистані (від 1991 року) виш пережив декілька реорганізацій. Так, наприкінці 1990-х у його складі було 7 факультетів, а в 2003 році са́ме на базі одного з них — виконавського — утворилась національна консерваторія (тепер Таджицька Національна консерваторія імені Т. Сатторова). Станом на 2008 рік у складі Таджицького Державного інституту мистецтв імені Мірзо Турсун-заде 5 факультетів і 20 кафедр.
Аспірантура та асістентура, стажування при Таджицькому державному інституті мистецтв існує починаючи від 1999 року.

## Структура і напрямки підготовки
Факультети Таджицького Державного інституту мистецтв імені Мірзо Турсун-заде:
- факультет культурології;
- музично-педагогічний факультет;
- бібліотечний факультет;
- театрально-художній факультет;
- факультет хореографії.

У виші готують кваліфікованих фахівців за напрямками: акторська майстерність; журналістика телебачення та радіо; музична освіта; живопис і дизайн; хореографія; бібліотечна справа; менеджмент соціально-культурної сфери; режисура свят і театральних вистав; культурологія; режисура масових вистав; менеджмент туризму; музеєзнавство і охорона пам'яток; керівник народно–художніх музичних колективів.

## Матбаза і діяльність
Таджицький Державний інститут мистецтв імені Мірзо Турсун-заде володіє необхідною матеріально-технічною базою для підготовки, перепідготовки та подальшої підготовки кадрів у галузі культури та мистецтва.
В інституті є 2 концертних зали, спеціальні музичні класи для проведення теоретичних і практичних занять з музичних, художніх та інших дисциплін.
Бібліотека інституту налічує 40 тисяч томів таджицькою та російською мовами.
При інституті працюють:
- студентський експериментальний театр, що є творчою базою для акторів та режисерів;
- спеціальна лабораторія з виготовлення та реставрації національних музичних інструментів.

У великому концертному залі закладу знаходиться єдиний у Таджикистані орга́н виробництва чеської фірми «Рігер-Клосс».
У виставковому залі інституту систематично проводяться різноманітні культурно–дозвільні заходи, в тому числі виставки робіт студентів відділення живопису.
Від 2006 року в інституті діє туристичний студентський клуб.
Гуртожиток інституту розрахований на 560 місць.

## Виноски
1. ↑  Таджицький Державний інститут мистецтв імені Мірзо Турсун-заде [Архівовано 2010-06-16 у Wayback Machine.] на www.univer.in («Вищі навчальні заклади країн СНД») [Архівовано 2010-06-16 у Wayback Machine.] (рос.)
2. ↑  ТАДЖИКИСТАН: В Душанбе від 30 квітня до 3 травня, 2009 року пройде Джаз Фестиваль // інф. за 23 квітня 2009 року (рос.) на www.swiss-cooperation.admin.ch/kyrgyzstan/ (Представництво Швейцарського офісу зі співробітництва / Swiss Cooperation у Центральній Азії)
3. ↑  Таджицький Державний Інститут Мистецтв на www.tajartsinstitute.blogspot.com (рос.)